# アウトストラーダ A31
アウトストラーダ A31(別称アウトストラーダ・デッラ・ヴァル・ダスティコ)は、南北にロヴィーゴ県、パドヴァ県、ヴィチェンツァ県を通り、バディーア・ポレージネ近郊で 国道434号トランスポレザーナから始まり、ピオヴェーネ・ロッケッテで終わる、イタリアのアウトストラーダである。道路延長は88.7キロメートル(以下 km と表記する)であり、その全体をアウトストラーダ・ブレシア-ヴェローナ-ヴィチェンツァ-パドヴァ株式会社により管理されている。

## 歴史
この道路のA4の北側部分の区間の建設工事は、1972年から1976年まで4年間を要した。そして、最初は冗談めかして”Pi-Ru-Bi”と呼ばれていた。この名は、1960年代末から1970年代初頭にかけて、トレント、ヴィチェンツァ、ロヴィーゴを接続する幹線道路を強く望んでいた3人の民主主義の政治家の名前(それぞれの都市出身の、フラミニオ・ピッコーリ、マリアーノ・ルモール、アントニオ・ビザリア)からつけられたものである。
ヴァルダスティコ南区間(A4の南側部分)の建設についての閣僚評議会の承認は2002年12月に出され、2004年5月13日にANASが最終承認した。
2005年2月に3つの県(ヴィチェンツァ、パドヴァ、ロヴィーゴ)と22の自治体の間で、1970年代に南区間に建設された36 km の道路の区間をアウトストラーダとして完成させることの合意に達した。
しかし2005年5月に、ヴェネト州の地方行政裁判所は、民間団体からの控訴を受け入れ、作業の進行の命令を取り消した。地方自治体の要請を受け入れ、この判決を覆すのは国務院に委ねられた。それにもかかわらず、2005年9月に、このアウトストラーダをロヴィーゴ県のバディーア・ポレージネのスーペルストラーダ・トランスポレザーナとのジャンクションまで約54 km 延伸する工事を開始した。
2005年から2012年までの間、A4の南からロンガーレ - モンテガルデッラまでの区間が建設され、2012年9月22日に開通した。。2013年に、さらに南にアルベットーネ - バルバラーノ・ヴィチェンティーノまでの区間が開通した。2014年6月30日に、アルベットーネからアグリアーロまでの区間が開通した。2014年12月15日に、サンタ・マルゲリータ・ダーディジェからスーペルストラーダ・トランスポレザーナまでの区間が開通した。ノヴェンタ・ヴィチェンティーナからサンタ・マルゲリータ・ダーディジェまでの区間は、2015年3月23日に開通した。
最後の区間であるアグリアーロからノヴェンタ・ヴィチェンティーナの区間は2015年8月31日に開通した。この最後の区間は、プリンス・オブ・ウェールズであるチャールズ皇太子がプレジデントを務めるランドマークトラスト財団の申し入れもあり、ヴィッラ・サラチェーノの景観を守るために地下の堀割の中に建設された。

## 現在の状況
この道路には3本の重要な道路との接続がある、それらはアウトストラーダ A4、国道434号トランスポレザーナ、ペデモンターナ・ヴェネタ、である。A13のヴィッラマルツァーナ出入口からトランスポレザーナを17 km 進むとアウトストラーダ・ヴァルダスティコの南端に到達する。
このアウトストラーダは、片側2車線及び緊急車線の構成であり、11箇所の出入口がある。それらは、バディーア・ポレージネ、ピアチェンツァ・ダーディジェ、サンタ・マルゲリータ・ダーディジェ、ノヴェンタ・ヴィチェンティーナ、アグリアーロ、アルベットーネ　- バルバラーノ・ヴィチェンティーノ、ロンガーレ - モンテガルデッラ、ヴィチェンツァ北、ドゥエヴィッレ、ティエーネ - スキーオ、ピオヴェーネ・ロッケッテ(このアウトストラーダの終点)である。
バディーア・ポレージネとピアチェンツァ・ダーディジェの間でアディジェ川を渡る全長1087メートルの橋は、中央スパン長さ590メートルとイタリアでは最も長い斜張橋である。

### 行程
| SS 434 - Piovene Rocchette Autostrada della Val d'Astico |                                                                |      |      |
| 種別                                                     | 方面                                                           | ↓km↓ | 地域 |

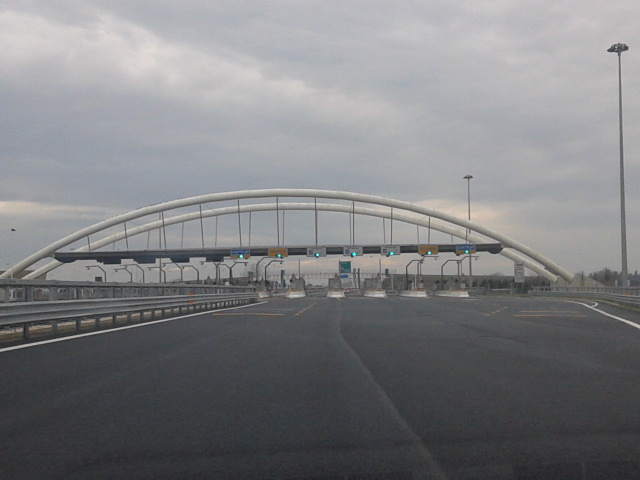
バディーア・ポレージネ本線料金所

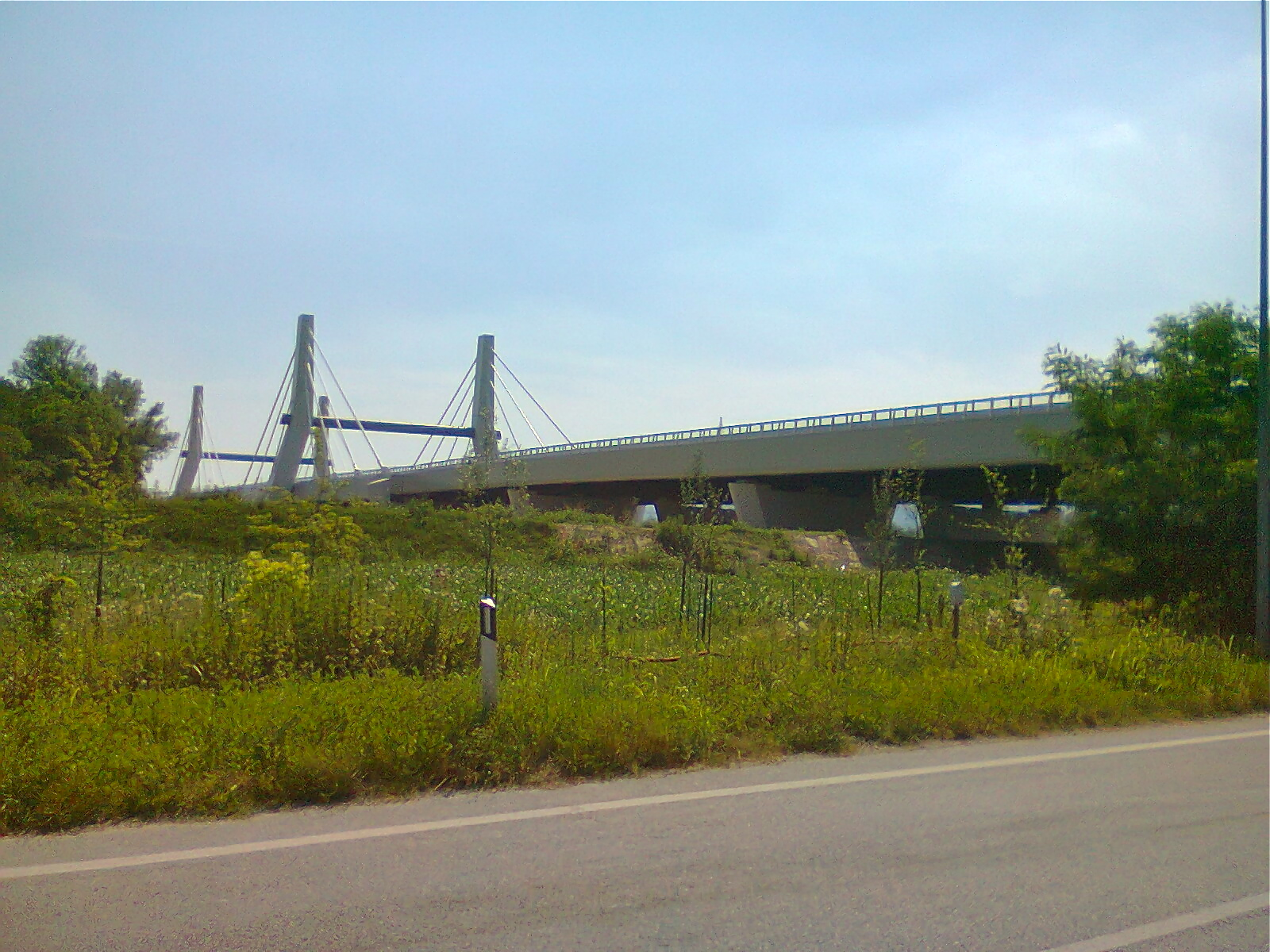
バッキリオーネの高架橋

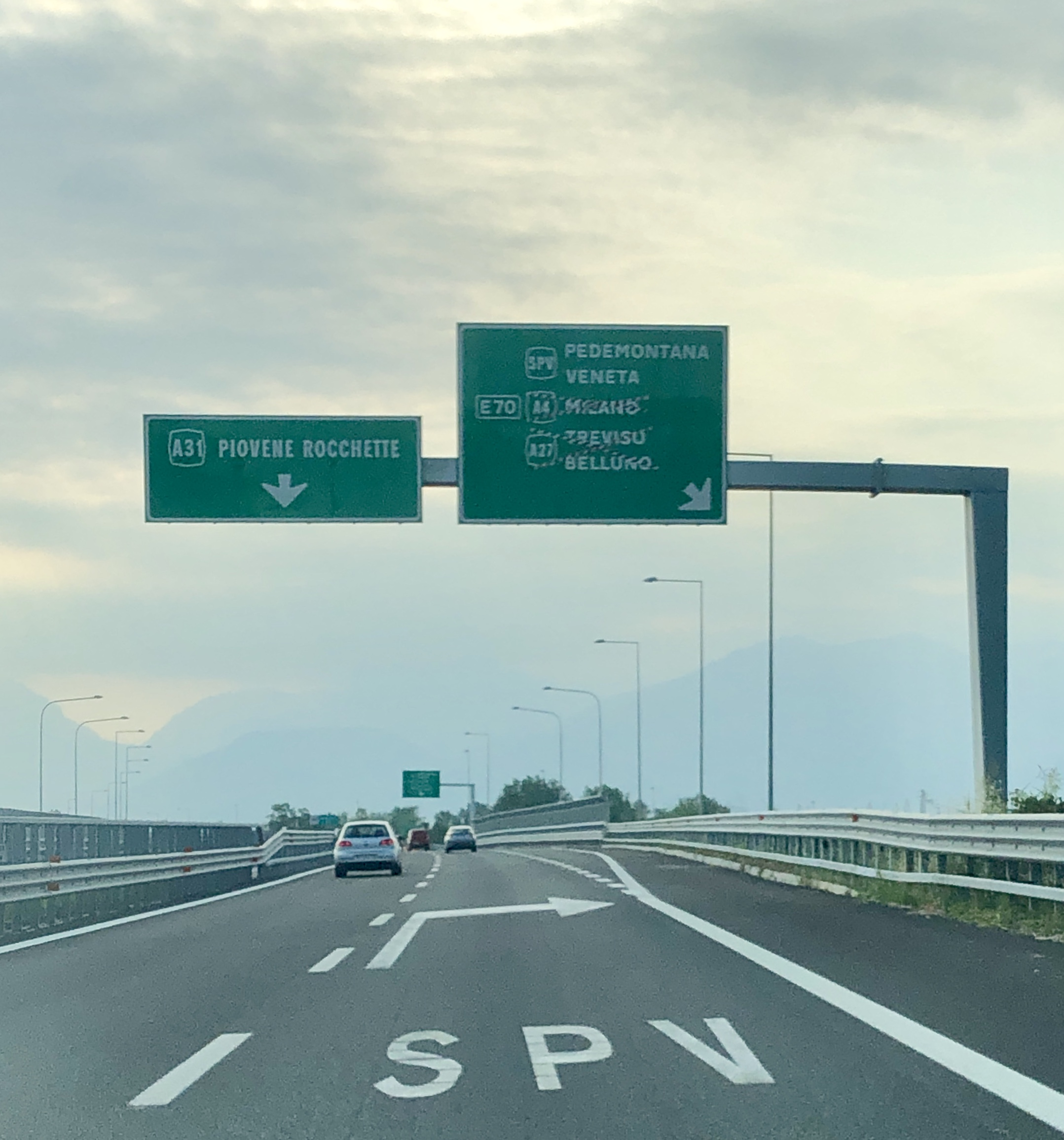
ペデモンターナ・ヴェネタへの出入口

|                                                          | Strada statale 434 Transpolesana Rovigo - Legnago - Verona     | 0    | RO   |
|                                                          | Badia Polesine - Lendinara                                     | 4    | RO   |
|                                                          | Badia Polesine本線料金所                                       | 5    | RO   |
|                                                          | Piacenza d'Adige                                               | 8    | PD   |
|                                                          | Santa Margherita d'Adige                                       | 18   | PD   |
|                                                          | Noventa Vicentina                                              | 26.5 | VI   |
|                                                          | "Noventa"パーキングエリア                                      | 28   | VI   |
|                                                          | Agugliaro                                                      | 32   | VI   |
|                                                          | Albettone - Barbarano Vicentino                                | 38.5 | VI   |
|                                                          | "Nanto"サービスエリア 建設中                                   | 42.3 | VI   |
|                                                          | "Castegnero"サービスエリア 建設中                              | 44.7 | VI   |
|                                                          | Longare - Montegaldella                                        | 46.5 | VI   |
|                                                          | A4 Torino - Trieste Milano - Verona - Padova - Venezia         | 53   | VI   |
|                                                          | "Villa Tacchi"パーキングエリア                                 | 60   | VI   |
|                                                          | Vicenza Nord                                                   | 61.6 | VI   |
|                                                          | "Postumia"サービスエリア                                       | 63.4 | VI   |
|                                                          | Dueville                                                       | 69.6 | VI   |
|                                                          | Pedemontana Veneta Bassano del Grappa - Montebelluna - Treviso | 76.5 | VI   |
|                                                          | "Pasubio"パーキングエリア                                      | 77   | VI   |
|                                                          | Thiene - Schio                                                 | 79.5 | VI   |
|                                                          | Piovene Rocchette- Chiuppano                                   | 88.7 | VI   |

## 今後の計画

### ヴァルダスティコ北区間

トレントへの延伸計画部分は深緑色で表示

このアウトストラーダを北にトレントまで延伸させる計画がある。しかし、この計画の開始を止めている要因がいくつかある。
その中で大きなものは、アウトストラーダのトレント方面への継続に反対するトレント自治県と、文化・環境団体(イタリア・ノストラ、世界自然保護基金、英国のランドマーク・トラスト財団)の活動である。
2010年2月12日に、ヴィチェンツァ県知事でありアウトストラーダ ブレシア-パドヴァの社長でもあるアッティーリオ・シュネックは、ピオヴェーネ・ロッケッテからアウトブレンネロまでのアウトストラーダの北の幹線の計画について欧州の入札を開始したと発表した。ヴァルダスティコのジャンクションは、ロヴェレートの北、トレントの南のベゼネッロ近くが計画されている。
トレント自治県は工事全体に反対の立場をとっている。 国道47号の問題を解決しないで、この道路を完成させることは、アウトストラーダ A22、および周辺の道路の交通問題を悪化させることにつながる、と主張している。トレント自治県が工事全体に反対を主張するもうひとつの理由は、物流を鉄道に移行させるというユーレジオ「チロル＝南チロル＝トレンティーノ」の方針に従ったものである。これは、パドヴァ - フェラーラ地域とヴェネツィア - ウーディネ地域から北に行く激しい交通をヴェローナの貨物基地にまわすために、ブレンナーベーストンネルに投資してアクセス経路の近代化をはかるものである。
2011年2月21日の憲法裁判所の判決により、トレント自治県との事前合意なしには、この幹線に関するいかなる作業、行為、計画も進められないことが再確認された。これは、トレンティーノ＝アルト・アディジェ州法とその施行規則によるものである。そのため、2013年12月より前にヴァルダスティコ北の最終的な計画は承認されないだろうと思われた。トレント自治県の知事は、2026年まで、ブレシア - ヴェローナ - ヴィチェンツァ - パドヴァ高速道路会社へのアウトストラーダの請負の更新を妨害する意図はなく、その方向で協力するが、それはトレント自治県内の工事の開始を了解するものではない、と宣言した。これを受けて、ブレシア - パドヴァ高速道路会社の社長、アッティーリオ・シュネックは次のように語った。「2013年内にヴァルダスティコ北区間全体の最終的な計画が承認されるだろう。しかし、工事はラステバッセ出入口までのヴェネト州部分でのみ開始され、のちに、計画通りアウトストラーダ・デル・ブレンネロに向けて延伸するか、もしくは、レーヴィコ近くの国道ヴァルスガーナに接続するか、が決定されるだろう。」
トレントの主張に関係なく、2012年8月8日に、ヴェネト州はヴァルダスティコ北の工事を最終承認した。2013年3月18日に、経済計画のための省庁間委員会(以下 CIPE と示す)が、ピオヴェーネ・ロッケッテからトレント境界(ヴァルダスティコ)までの工事の開始を承認した。これは重要な工事進展の兆候である。
2016年5月16日に、ヴィチェンツァを訪問したインフラ大臣のグラツィアーノ・デルリオは、以下のように述べた。「ヴァルダスティコ北区間について合意した。これは進められる。我々は商品輸送に道路よりも鉄道に多く依存してきた。この工事が大規模なものだとは言わない。契約が締結されると多くの建設現場が開設される。それは数ヶ月ではなく数日の話だ。」
2016年8月10日のCIPEによる決定の後、ブレシア・ヴェローナ・ヴィチェンツァ・パドヴァ高速道路会社は、全体がヴェネト州に含まれているピオヴェーネ・ロッケッテとヴァッレ・ダスティコの間の18.9 km のロット1の最終的な設計を開始することを決議した。
2019年1月21日、国務院は判決00499/2019で、ベゼネッロ(トレント)の提訴により、ヴァルダスティコ北区間の出口と接続路をアウトストラーダ A22 デル・ブレンネロに接続する計画を含む2016年8月10日のCIPE決議を無効にした。

## 工業廃棄物による汚染

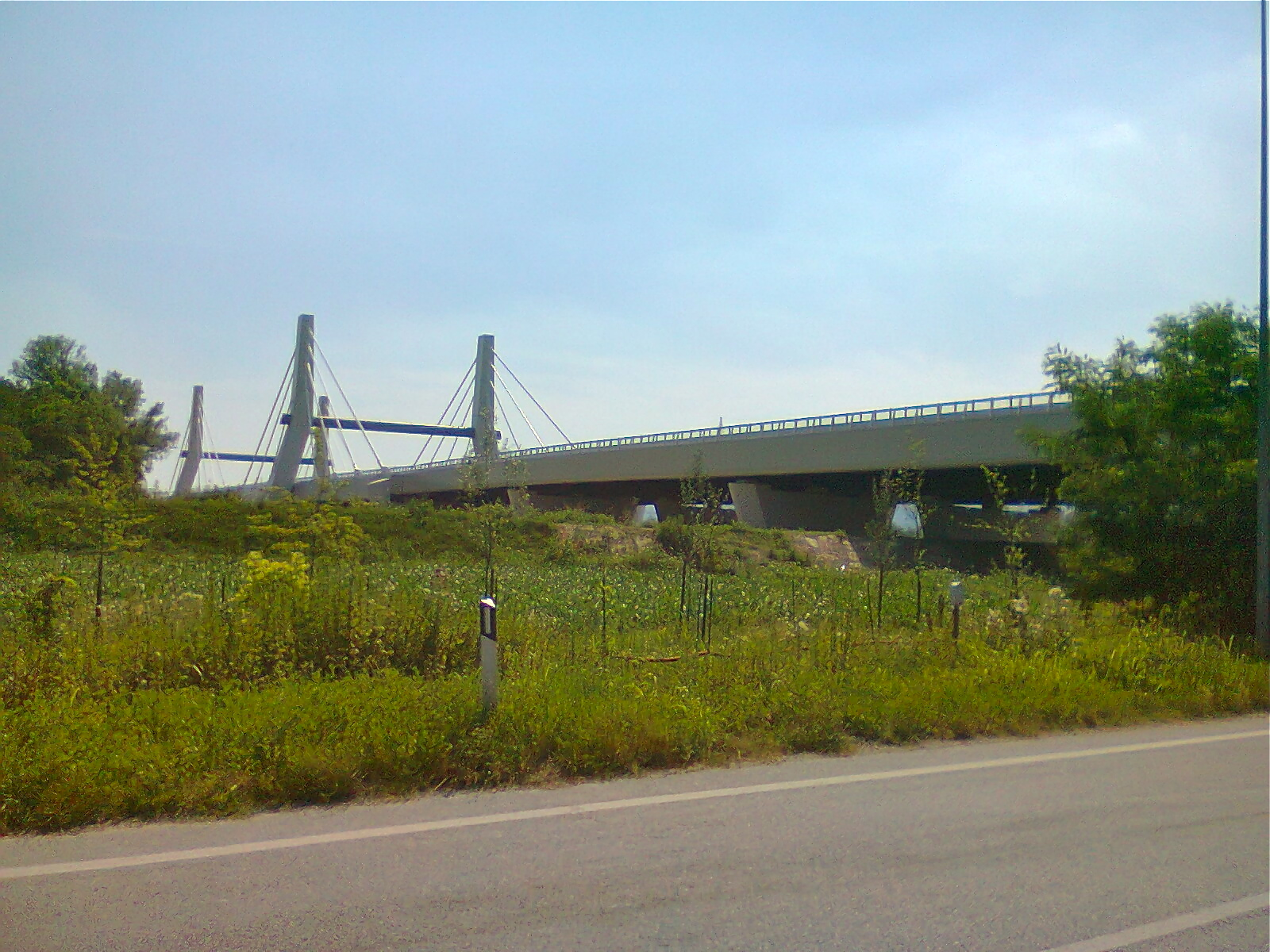
ヴァルダスティコ南区間、ロンガーレ出入口付近のバッキリオーネの高架橋

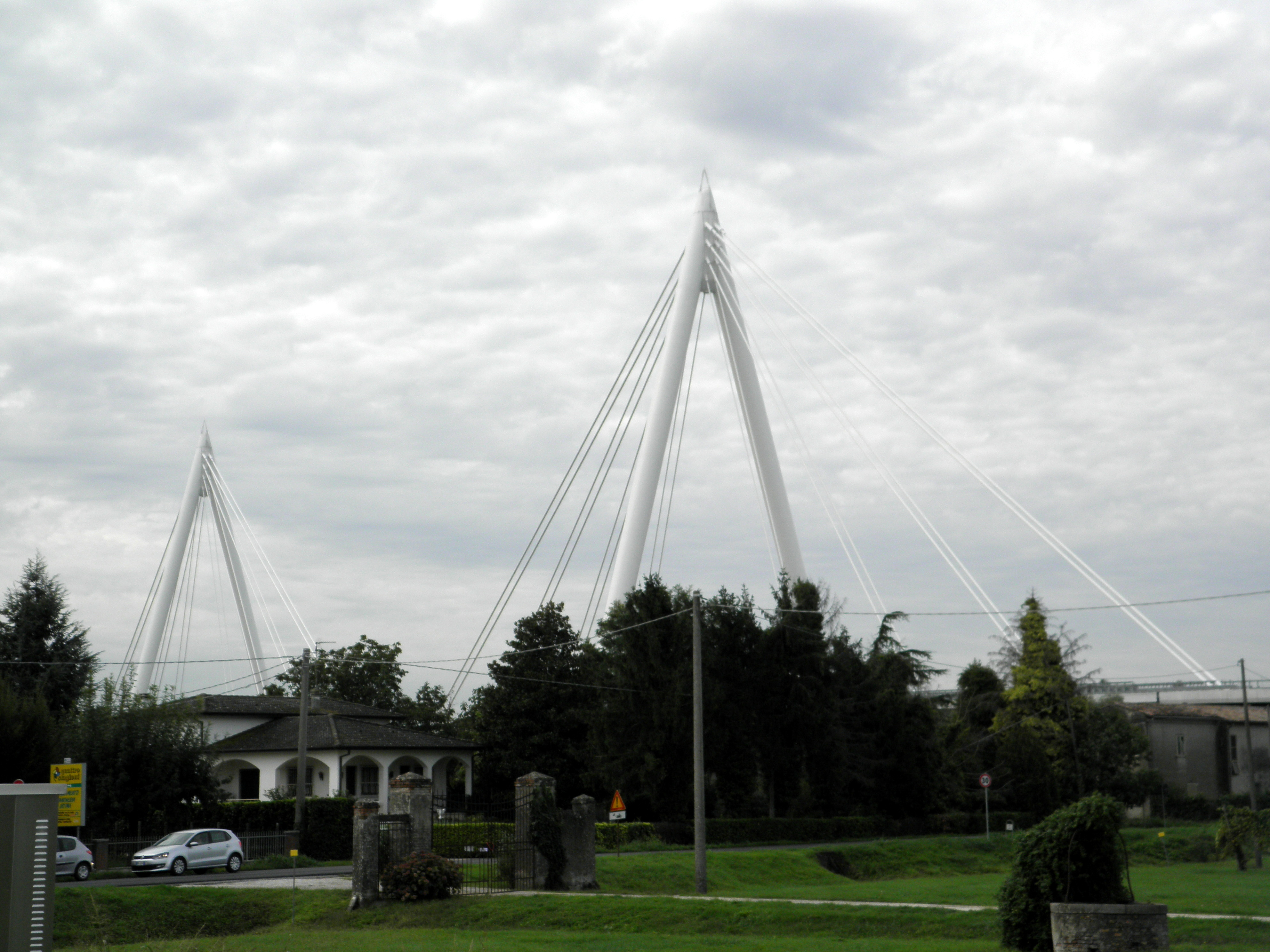
アディジェ川を渡る斜張橋を北のピアチェンツァ・ダーディジェ側からみたところ

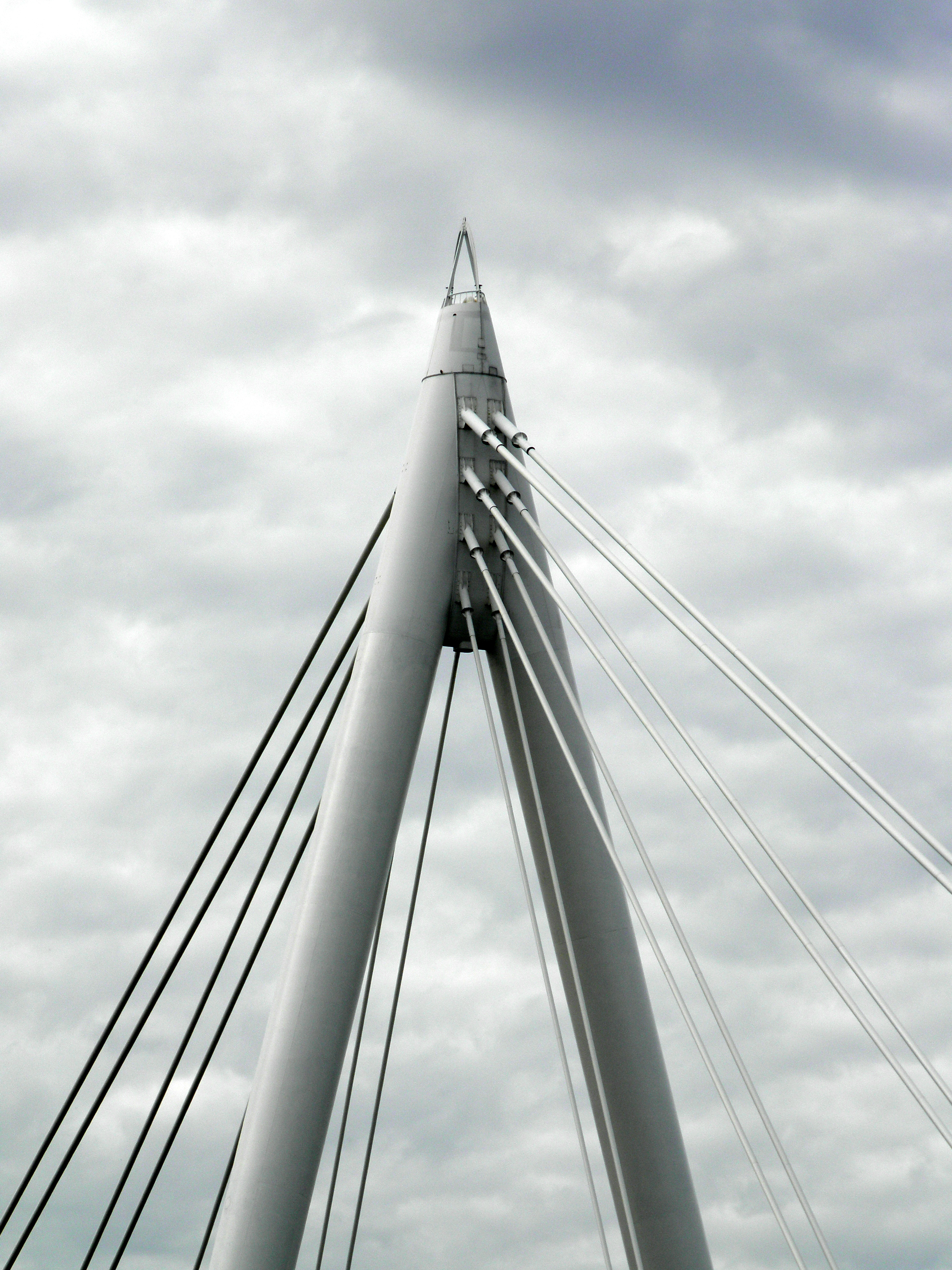
斜張橋の主塔上部

ヴェネツィアの国立反マフィア総局により実施されいくつかの査察の影響もあり、建設工事は遅延した。最近の調査によると、このアウトストラーダ周辺で、農地の中に産業処理廃棄物が埋め立てられており、トウモロコシの灌漑用水路にクロムが流出しているということである。疑惑は一匹の2歳の犬がそのアウトストラーダの近くの溝で水を飲んだために死んだことで浮かび上がってきた。その犬は腸に穴があくほどの強さの中毒死だった。2010年に撮影されたアウトストラーダ近傍の土地の写真が、いくつかの場所で推定される廃棄物を示していた。おそらく雨水が有毒物質に接触し、有毒な水となり、それが犬を殺したということである。実施された分析から以下が明白になった。シアン化物、ヒ素、鉛が法律で許可された量よりはるかに多い量が土中に存在する。それぞれの制限値は体積1リットルあたりの重量をマイクログラムで示す(以下 µg/Lと表記する)と20、35、30である。その他の有害金属も少しではあるが超過していた。それらは、ニッケル 2 µg/L、コバルト 4.70 µg/L、カドミウム 2 µg/L、総クロム 4.70 µg/L、セレン 8 µg/L、水銀 0.3 µg/L、アスベスト 5 mg/L であった。
2012年7月31日に、欧州委員会は、ヴァルダスティコ南区間の下の廃棄物の危険性について通知を受けた。ヴァルダスティコ南区間のヴィチェンツァとロヴィーゴの間の道路の下には数千人規模の人々の健康に危険を与える有毒廃棄物が存在する可能性がある。汚染された発掘物を廃棄物と見なさないなど、欧州の環境および公衆衛生規制の一部は騙されていたようだ。
2013年7月6日、誤ったイデオロギーと組織的な廃棄物の違法輸送の罪で27人の容疑者が送検されたというニュースが発表されたヴェネツィア反マフィア地区総局によると、アグッリアーノからロンガーレまでの区間のアウトストラーダに有害廃棄物が15万立方メートル以上不法投棄された。